# Martin Gropius

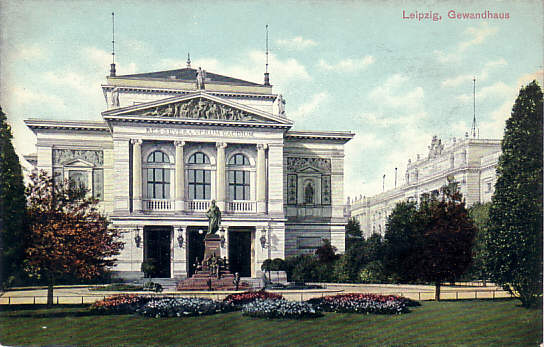
M. Gropius: Sala koncertowa w Lipsku

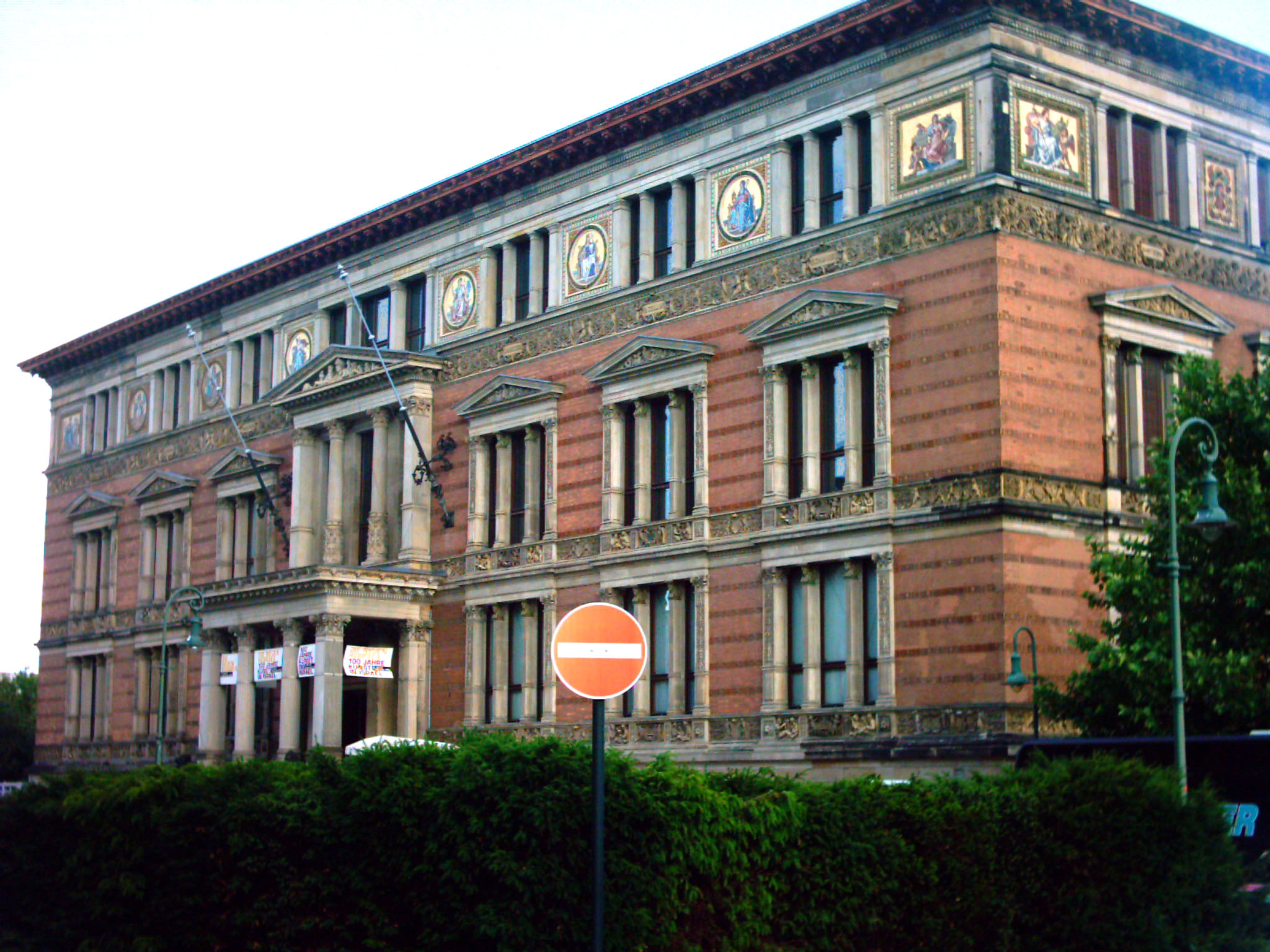
Martin-Gropius-Bau

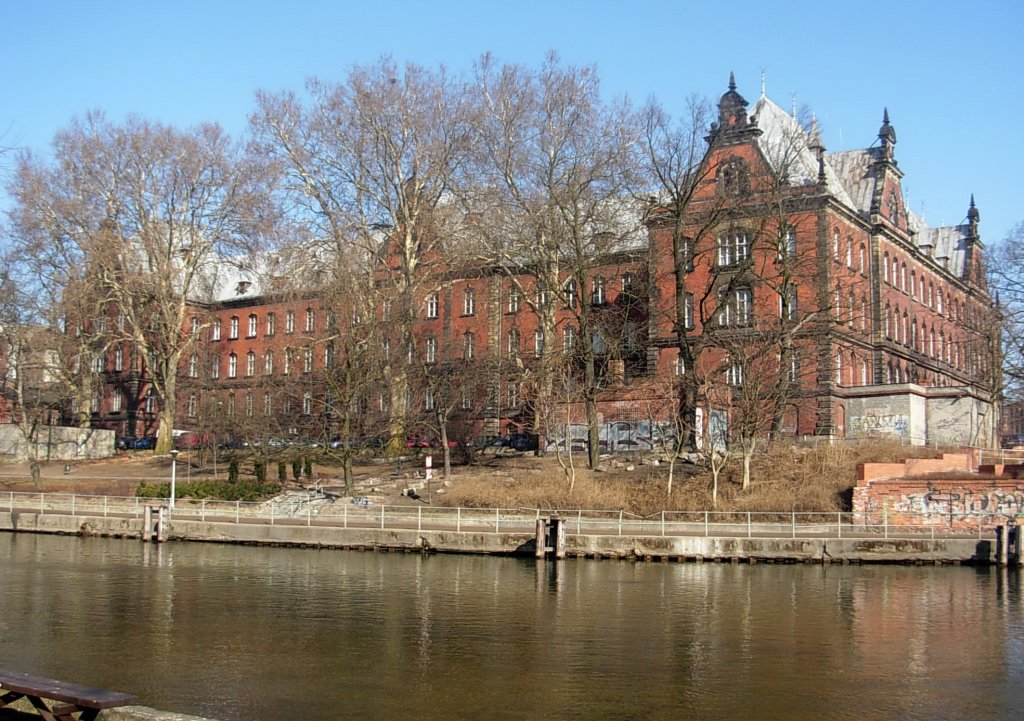
Budynek Dyrekcji Kolei w Bydgoszczy

Martin Carl Philipp Gropius (ur. 1824, zm. 1880) – niemiecki architekt epoki historyzmu.

## Życiorys
Po ukończeniu nauki w berlińskim Instytucie Rzemiosła (1843–1846), Gropius złożył egzamin na geodetę. Pobierał lekcje rysunku u Augusta von Kloebera (1846–1848), studiował na Akademii Budowlanej w Berlinie, pracował dla Johanna Heinricha Stracka i Adolfa Lohsego.
Po zdaniu egzaminu na architekta (1855), pracował przy budowach i jako asystent Karla Böttichera na Akademii Budowlanej. Od 1856 działał jako niezależny architekt. W latach 1862–1863 odbył podróż studyjną do Włoch i Grecji. W 1866 założył razem z Heino Schmiedenem wspólne biuro Gropius & Schmieden. W 1866 został profesorem Akademii Rzemiosła, następnie członkiem Akademii Sztuk Pięknych w Berlinie i Wiedniu (1874) i w 1869 dyrektorem Królewskiej Akademii Sztuki i Rzemiosła (niem. Königliche Kunst- und Gewerbeschule).
Na studiach poznał historyzm – kierunek propagowany przez Karla Friedricha Schinkla i Karla Böttichera – któremu pozostał wierny. Większość projektów Gropiusa powstała w Berlinie.
Wnukiem brata Martina Gropiusa był Walter Gropius, jeden z najbardziej znanych architektów XX w.

## Dzieła
- 1864 – szpital psychiatryczny w Neustadt-Eberswalde[1]
- 1868–1874 – szpital w berlińskiej dzielnicy Friedrichshain[1]
- szpital w Wiesbaden
- 1873–1876 – gmach uniwersytetu w Kilonii
- 1875–1877 – szpital wojskowy w berlińskiej dzielnicy Tempelhof[1]
- 1877–1881 – Muzeum Rzemiosła Artystycznego w Berlinie – w stylu neorenesansu wzorowanym na włoskich pałacach, obecnie znane jako Martin-Gropius-Bau i używane jako obiekt wystawowy[2][4]
- 1882–1884 – sala koncertowa w Lipsku – po śmierci Gropiusa zrealizowana przez Heino Schmiedena

Ponadto według planów Gropiusa zrealizowano wiele domów mieszkalnych i willi w Berlinie i okolicach, m.in.:
- 1858 – willa Heesego przy Lützowufer[3]
- 1863–1866 – willa Bleichrödera przy Am Knie w Charlottenburgu[3]
- 1865 – dom Mendelssohna przy Französische Strasse[3]
- 1865 – dom Lessinga przy Dorotheenstrasse 15[3]
- 1866 – wille przy Victoriastrasse[3]

### W Polsce
- Projekt wystroju wnętrz Établissement – Strzelnicy w Bydgoszczy (1866)[5].
- Budynek Dyrekcji Kolei w Bydgoszczy (1880)[6]
- Kościół Narodzenia Najświętszej Maryi Panny w Starych Dzieduszycach (wybudowany w 1869 roku).